# Wünnewil-Flamatt
Wünnewil-Flamatt (hasta 1974 Wünnewil) es una comuna suiza del cantón de Friburgo, situada en el distrito de Sense. Limita al norte con la comuna de Neuenegg (BE), al este con Ueberstorf, al sur con Sankt Antoni y Schmitten, y al oeste con Bösingen.
Forman parte del territorio comunal las localidades de: Amtmerswil, Balsingen, Dietisberg, Eggelried, Elswil, Flamatt, Mühlethal, Pfaffenholz, Sensebrücke y Staffels.

## Generalidades
Wünnewil y Flamatt(situado justo en la frontera con el cantón de Berna) son 2 pueblos que comparten ayuntamiento. En el pasado el territorio de Wünnewil-Flamatt estaba dividido en dos, ya que la zona entre los 2 pueblos pertenecía a Bösingen, cosa que se corrigió incorporando dicha zona al territorio de Wünnewil-Flamatt.
Como peculiaridad hay que decir, que Wünnewil es una parroquia católica y Flamatt protestante.

## Transporte
Ferrocarril
Situada en la localidad homónima, en ella efectúan parada trenes de cercanías de dos líneas pertenecientes a la red S-Bahn Berna.
En la comuna existen otras estaciones como Flamatt Dorf o Wünnewil.